# Mosaico de Penrose

Um mosaico de Penrose.

Os mosaicos de Penrose ou tesselação de Penrose é uma tesselação (em mosaico, e.g.) não periódicos que levam o nome de Roger Penrose, que os investigou na década de 1970.
Segundo Penrose, quando tinha 9 anos perguntou a seu pai se era possível encaixar hexágonos regulares de modo a formar uma figura redonda.